# Leuatea Polataivao
La'aulialemalietoa Leuatea Polataivao Fosi Schmidt est un homme d'affaires et homme politique samoan.

## Biographie

### Origines et entrée en politique
Leuatea Schmidt est l'arrière-arrière-petit-fils d'Albert Kurt Schmidt, né à Hambourg en 1848 et établi aux Samoa pré-coloniales. Celui-ci épouse en 1872 Sarah Clara Smith, dont la mère est samoane autochtone et dont le père est un colon américain né au Vermont. Leur fils Bismarck Schmidt épouse une Samoane, ce qui sera également le cas du fils et du petit-fils de ceux là. Leuatea Schmidt fait ainsi partie d'un ensemble de personnalités politiques samoanes des XXe siècle et XXIe siècle qui sont les descendants de colons allemands arrivés au XIXe siècle ou au début du XXe siècle : Hans Joachim Keil III, Jack Netzler, Eugene Paul, Telefoni Retzlaff, Cedric Schuster et Harry Schuster,.
Quatrième des six enfants de l'ancien ministre et cofondateur du Parti pour la protection des droits de l'homme (PPDH) Polataivao Fosi Schmidt (en), il fait carrière avec succès dans l'industrie hôtelière. Il entre en politique dans le parti cofondé par son père, et est élu député au Fono (parlement national) en 2006. Il est alors élu vice-président du Parlement,. Conservant son siège de député aux élections de 2011, il est élu par ses pairs à la présidence du Fono. À l'issue des élections de 2016, il est nommé ministre de l'Agriculture et de la Recherche scientifique dans le gouvernement du Premier ministre Sailele Malielegaoi. Il démissionne de ce poste en août 2017 lorsqu'il est inculpé pour fraude et pour vol, accusations dont il est ensuite blanchi par la justice.

### Au parti FAST
En mai 2020 il est exclu du PPDH pour avoir voté contre un projet de loi de réforme constitutionnelle. En juillet 2020, il fonde un nouveau parti politique, FAST. Il en cède la direction à Fiame Naomi Mata'afa, cheffe coutumière de haut rang, et devient son vice-chef. Sous cette nouvelle étiquette, il conserve son siège de député aux élections de 2021. Le 24 mai, la nouvelle Première ministre Fiame Naomi Mata'afa le nomme ministre de l'Agriculture et des Pêcheries, ministre de la Recherche et du Développement, et ministre de la Gestion des terres.
Le 10 janvier 2025, la Première ministre le limoge du gouvernement car il a été inculpé pour faux, harcèlement, diffamation et entrave à la justice. Exclu du gouvernement, il demeure néanmoins président du parti. Protestant contre son limogeage, le 15 janvier, vingt membres du groupe parlementaire du parti s'assemblent et, sous sa direction, votent l'exclusion du parti de Fiame Naomi Mata'afa, du vice-Premier ministre Tuala Iosefo Ponifasio, et des ministres Olo Fiti Vaai, Faualo Harry Schuster, Toeolesulusulu Cedric Schuster et Leatinuu Wayne Sooialo. Ils élisent Laauli Leuatea Polataivao comme chef du parti, avec Leota Laki Sio comme adjoint, et Mulipola Anarosa Ale Molio’o comme trésorière.
Le 27 mai, le budget introduit par le gouvernement est rejeté par une majorité des députés, Laauli Leuatea Schmidt et les députés qui lui sont associés s'étant associés à ceux du PPDH pour faire chuter le gouvernement. Il en résulte une dissolution parlementaire et la tenue d'élections législatives anticipées,.